# 古爾布蘭德森湖
古爾布蘭德森湖（英語：Gulbrandsen Lake），是南極洲的湖泊，位於南喬治亞群島，處於紐梅耶冰川以北，長0.8公里，由英國探險隊繪入地圖和命名，由英國海外領土管轄。